# Cantó de Sent Iriès
El cantó de Sent Iriès és un cantó francès del departament de l'Alta Viena, situat al districte de Llemotges. Té 5 municipis i el cap és Sent Iriès.

## Municipis
- Lu Chaslar
- Coçac
- Glandon
- Ladinhac
- Sent Iriès

## Història
| Data d'elecció                           | Identitat        | Partit | Qualitat |
| ---------------------------------------- | ---------------- | ------ | -------- |
| 1964-1982                                | Jacques Boutard  | SFIO   |          |
| 1982-1988                                | Marc Debusschere | UDF    |          |
| 1988-2001                                | Daniel Boisserie | PS     |          |
| 2001-                                    | Monique Plazzi   | PS     |          |
| les dades anteriors no són pas conegudes |                  |        |          |
|                                          |                  |        |          |

## Demografia
| 1962   | 1968   | 1975   | 1982   | 1990   | 1999   | 2006   |
| ------ | ------ | ------ | ------ | ------ | ------ | ------ |
| 10.705 | 11.279 | 11.113 | 10.988 | 11.138 | 10.736 | 10.559 |